# Bleeding Kansas
Con i termini Bleeding Kansas, Bloody Kansas (in italiano: Kansas insanguinato) o Border War (Guerra di Confine) s'intendono una serie di scontri violenti avvenuti principalmente nel Territorio del Kansas ma anche nella zona occidentale del Missouri tra il 1854 ed il 1861, dovuti all'acceso dibattito politico inerente alla schiavitù negli Stati Uniti, che i Sudisti intendevano rendere legale anche nel Kansas, in procinto di diventare uno Stato federato.
Il conflitto fu caratterizzato da anni di azioni terroristiche, brogli elettorali, spedizioni punitive e omicidi, tra le fazioni rivali dei Free Staters, fautori dell'abolizionismo e dai cosiddetti "ruffiani di confine" schiavisti, sia del Kansas che del vicino Missouri. Al centro della lotta vi era la questione se la Costituzione del nuovo Stato del Kansas avrebbe dovuto permettere o al contrario porre fuori legge la pratica dello schiavismo, quindi se entrare nell'Unione in qualità di Stato libero oppure schiavista.
La legge conosciuta come Kansas-Nebraska Act del 1854, voluta dal senatore del Partito Democratico Stephen A. Douglas, avversario politico di Abraham Lincoln, sosteneva il "principio di sovranità popolare": la decisione sulla legalità o meno della schiavitù nel territorio avrebbe cioè dovuto essere presa autonomamente dai cittadini dello Stato stesso tramite un referendum. La legge prevedeva la creazione dei due nuovi Stati del Kansas e del Nebraska, divisi dal 40º parallelo Nord, e rinviava al voto popolare la decisione in merito al consentire o meno la schiavitù nei due territori, di fatto abrogando la legge che recepiva il compromesso del Missouri del 1820, stipulato durante la presidenza di James Monroe, che stabiliva che a nord del parallelo 36°30' la schiavitù doveva essere proibita in tutti i nuovi Stati.
Gli schiavisti sostenevano che ogni colono proveniente da uno Stato del Sud del paese doveva avere il diritto di condurre con sé tutte le sue proprietà, compresi gli schiavi; alcuni dei contrari alla schiavitù sostenevano la loro posizione con riferimenti alla morale e alla religione, ma l'argomento più efficace era economico, perché consentire la schiavitù nel Kansas avrebbe permesso l'instaurazione di grandi proprietà terriere coltivate dagli schiavi, mettendo in difficoltà i piccoli agricoltori e i braccianti.
Il Missouri, Stato che praticava la schiavitù fin dal 1821 a seguito del "compromesso del Missouri", era popolato da un numero sempre maggiore di meridionali favorevoli alla schiavitù; molti di questi cercarono d'influenzare la decisione finale dei coloni del Kansas infiltrandosi nel territorio.
Lo scontro fu combattuto sia politicamente sia tra civili sul campo, portando a una situazione di guerriglia tra bande paramilitari. Il termine Bleeding Kansas fu coniato dal redattore del New York Tribune Horace Greeley, un simpatizzante del neonato Partito Repubblicano (anche se molto tempo dopo sarebbe stato candidato alle elezioni presidenziali del 1872 contro il presidente in carica Ulysses S. Grant, repubblicano, avendo anche l'appoggio del Partito Democratico).
La guerriglia del Bleeding Kansas dimostrò la gravità a cui erano giunte le più pressanti questioni sociali dell'epoca, dalla problematica della schiavitù alla lotta di classe, le quali stavano emergendo con forza alla frontiera americana del West. La durezza dimostrata fu trattata dalla stampa nazionale con grandi titoli che suggerivano alla popolazione che un ennesimo compromesso sarebbe stato improbabile e implicitamente si paventava un'assai prossima guerra civile.
A un certo punto della disputa, il Kansas si trovò ad avere due capitali, Lecompton e Lawrence/Topeka, due diverse Costituzioni (quella abolizionista di Topeka e quella schiavista di Lecompton), e due diversi parlamenti, quello di Lecompton uscito da elezioni viziate da brogli, e l'abolizionista di Lawrence. Le due contrapposte strutture governative territoriali aumentarono entrambe di peso fino a simboleggiare il conflitto che stava per esplodere: il Kansas insanguinato. Entrambe le fazioni cercarono e ottennero aiuti esterni, gli schiavisti anche dal governo federale. Entrambe sostenevano di rappresentare la volontà del popolo del Kansas. I fautori della schiavitù facevano uso della violenza e di minacce, e gli abolizionisti, guidati da John Brown, pensavano che dovevano rispondere con la violenza. Dopo un periodo molto agitato, apparve chiaro che la maggioranza degli abitanti del Kansas voleva che il proprio Stato fosse uno "Stato libero".
Il Kansas fu ammesso nell'Unione in qualità di Stato libero nel gennaio del 1861, anche se improvvisi scoppi di violenza partigiana lungo il confine con il Missouri proseguirono per gran parte della guerra di secessione americana. Questo sanguinoso episodio della storia degli Stati Uniti d'America viene commemorato con numerosi monumenti alla memoria e designato da siti d'interesse storico-memorialistico.

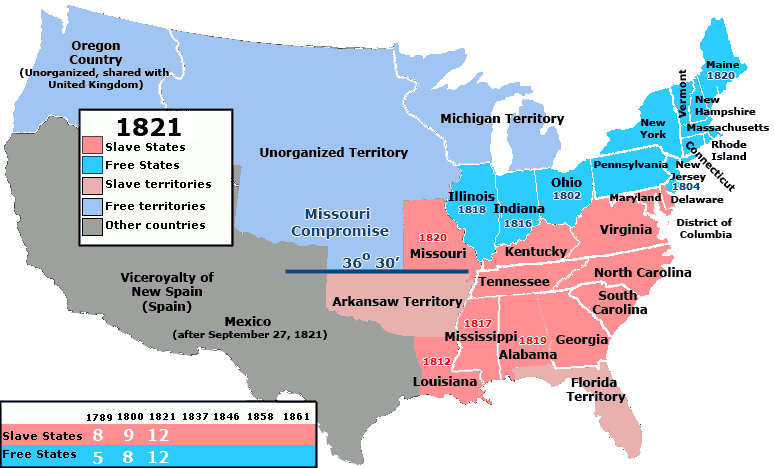
La situazione tra Stati liberi (in blu) e schiavisti (in rosso) nel 1821.

## Origini
Con il compromesso del Missouri del 1820 il Congresso mantenne un fragile equilibrio tra i rappresentanti del Nord e del Sud. Nel maggio 1854 la legge Kansas-Nebraska Act consentì ai cittadini statunitensi di emigrare nelle terre ancora non organizzate creando il territorio del Kansas e il territorio del Nebraska. Il fatto che fossero due territori anziché uno solo, chiamato Nebraska negli anni precedenti, fu una soluzione di compromesso trovata dall'autore della legge, Stephen Douglas, un democratico dell'Illinois. Infatti il Nebraska, essendo a nord del parallelo 36°30', avrebbe dovuto diventare uno Stato libero secondo il "compromesso del Missouri", ma questo avrebbe turbato l'equilibrio tra Stati liberi e Stati schiavisti, cosa che gli Stati schiavisti non volevano. La legge prevedeva quindi anche che ciascuno dei due territori scegliesse tramite elezioni locali se aderire all'Unione come Stato libero o Stato schiavista, di fatto abrogando il "compromesso del Missouri". Come molti al Congresso, Douglas pensava che i nuovi abitanti del Nebraska avrebbero scelto di proibire la schiavitù, mentre quelli del Kansas, provenienti maggiormente dal Missouri schiavista, avrebbero votato a favore, e quindi l'equilibrio al Congresso sarebbe stato mantenuto. Si vide poi che queste previsioni furono esatte per il Nebraska, i cui nuovi abitanti erano molto poco attratti dall'agricoltura basata sulla schiavitù, ma nel caso del Kansas gli abolizionisti si mostrarono ben più decisi a dire la loro di quanto si pensasse al Congresso. Velocemente cominciarono a giungere nel Kansas gruppi di immigrati a sostegno di entrambe le fazioni, con l'intento di stabilirvi la residenza e ottenere così il diritto di voto. I funzionari territoriali tuttavia furono nominati dall'amministrazione filo-schiavista della presidenza di Franklin Pierce.

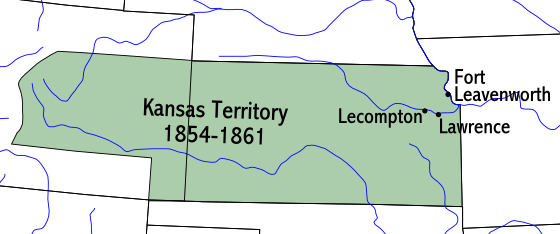
Localizzazione del territorio del Kansas con l'ubicazione di
Lecompton e Lawrence all'estremo Est, sul confine con il Missouri.

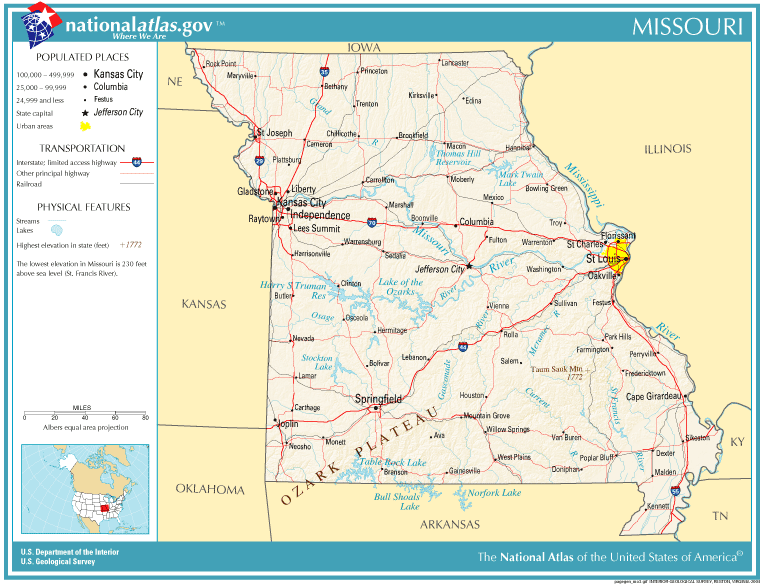
Il Missouri, confinante con il Kansas a Ovest.

Migliaia di non residenti schiavisti presero a entrare nel Kansas provenendo dal confinante Missouri, con l'obiettivo di influenzare le elezioni e far vincere l'opzione schiavista; utilizzando tale stratagemma riuscirono ad avere il successo sperato, molto spesso con la frode e l'intimidazione. Le prime elezioni locali tenute del Kansas videro la vittoria della fazione schiavista. Come risposta i sostenitori dell'abolizionismo, i free-soiler, presero ad affluire nello Stato. Il più famoso di questi era di gran lunga John Brown, considerato come il capo dei più radicali free-soiler, e visto dal resto della nazione come un uomo del Kansas.

### Si prepara lo scontro tra Nord e Sud
Non è certo chi propugnò inizialmente questa immigrazione in Kansas, probabilmente i primi a muoversi furono i residenti nel Missouri, che accompagnavano la loro iniziativa con dichiarazioni minacciose nei confronti dei coloni settentrionali. Tra i primi immigrati vi furono comunque cittadini degli Stati schiavisti, in particolare proprio dal vicino Missouri, che giunsero numerosi per potersi assicurare l'espansione della schiavitù nel territorio; le loro maggiori forze si concentrarono in città come Leavenworth e Atchison. Molti immigrati dal Missouri entravano in Kansas armati e si presentarono alle urne pretendendo di votare illegalmente con la prepotenza. 

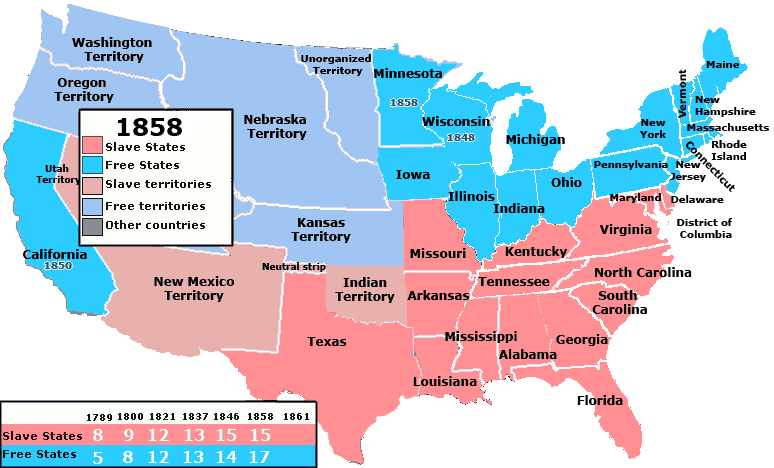
La situazione tra Stati liberi (in blu) e schiavisti (in rosso) nel 1858, durante la guerra del Bleeding Kansas.

Allo stesso tempo cittadini del Nord, molti dei quali aiutati e sostenuti da associazioni di mutuo soccorso come la "New England Emigrant Aid Company" di Boston, iniziarono i trasferimenti di massa nel Kansas per poterlo rendere uno Stato libero, colonizzando città come Lawrence, Topeka e Manhattan; l'intenzione era quella di costruire case, scuole e chiese per le comunità nordiste che vi si sarebbero formate.

Nel Sud si cominciò a spargere la voce che migliaia di Nordisti si stessero dirigendo verso il Kansas. Nel novembre del 1854 bande illegali di uomini in armi, conosciuti come i "Ruffiani di confine", si riversarono nel territorio (per lo più provenienti dal Missouri schiavista) tanto da riuscire a influenzare le elezioni di un delegato senza diritto di voto al Congresso favorevole al candidato filo-schiavista John Whitfield. L'anno seguente un comitato d'indagine, costituito dal Congresso, riferì che erano stati espressi almeno 1 729 voti fraudolenti a fronte dei 1 114 legittimi; in una particolare località risultò che soltanto 20 dei 604 elettori erano effettivamente residenti nel territorio del Kansas, in un'altra 35 residenti contro 226.

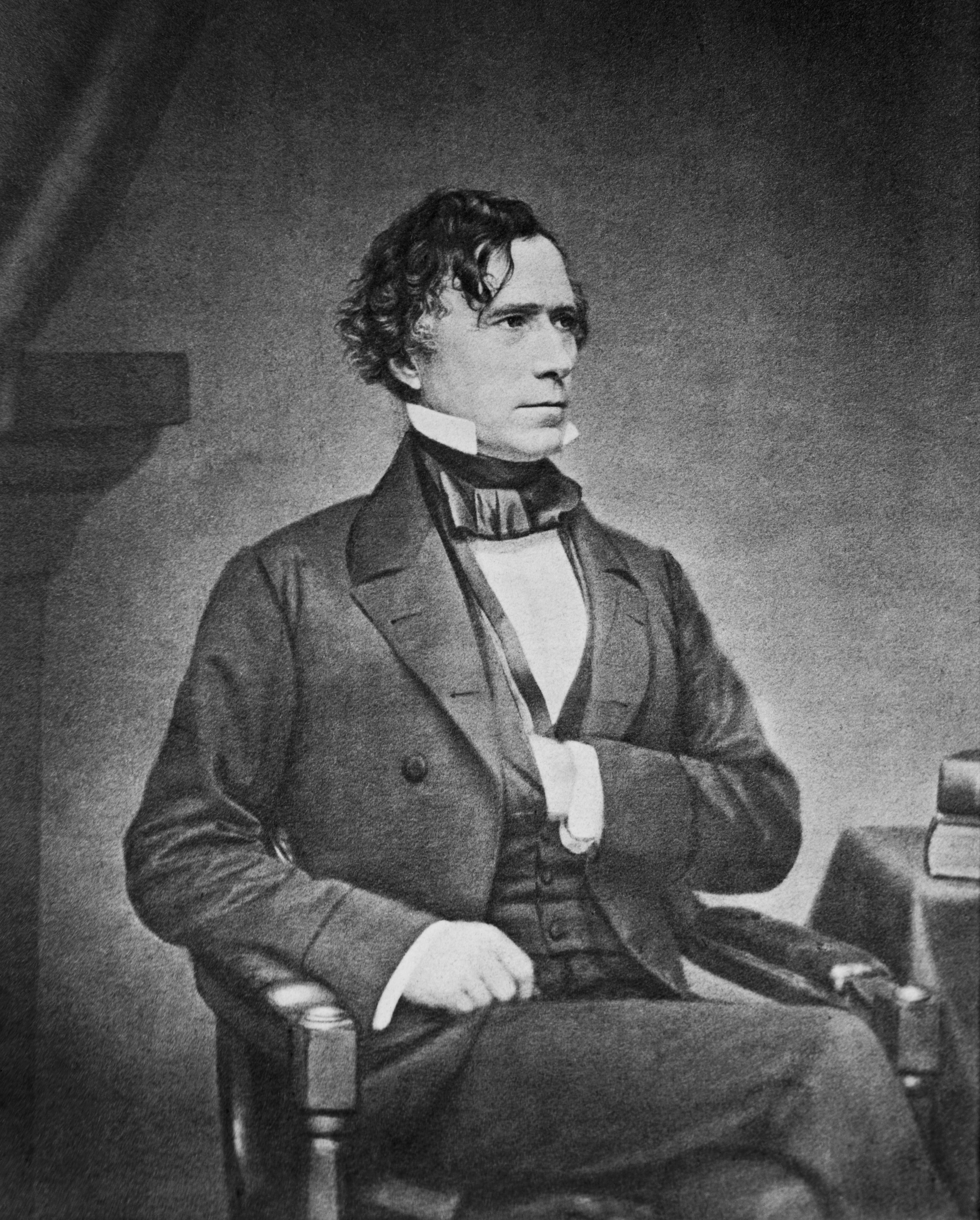
La presidenza di Franklin Pierce appoggiò lo schiavismo nel Kansas. Foto di Mathew B. Brady.

Il presidente degli Stati Uniti d'America Franklin Pierce si schierò dalla parte dei sudisti.
Tra i numerosi episodi di violenza collettiva, vi fu il saccheggio di Lawrence, con l'incendio di edifici pubblici da parte dei sudisti. Anche i residenti costituirono bande armate che si opponevano a quelle provenienti dagli altri stati schiavisti. Fu proprio qui che John Brown iniziò la sua attività di combattente antischiavista.

### Primo parlamento
Il 30 marzo 1855 il territorio del Kansas tenne le elezioni per esprimere il suo primo parlamento; fondamentalmente questo avrebbe dovuto decidere se lo Stato avrebbe consentito o meno la schiavitù. Come già accaduto nel novembre precedente, i "Ruffiani di confine" si presentarono nuovamente per poter votare anche senza averne il diritto: risultarono così eletti delegati pro-schiavitù in 37 dei 39 seggi totali. Gli unici abolizionisti furono i membri del neonato Partito Repubblicano, Martin Franklin Conway e Samuel D. Houston della Contea di Riley. 

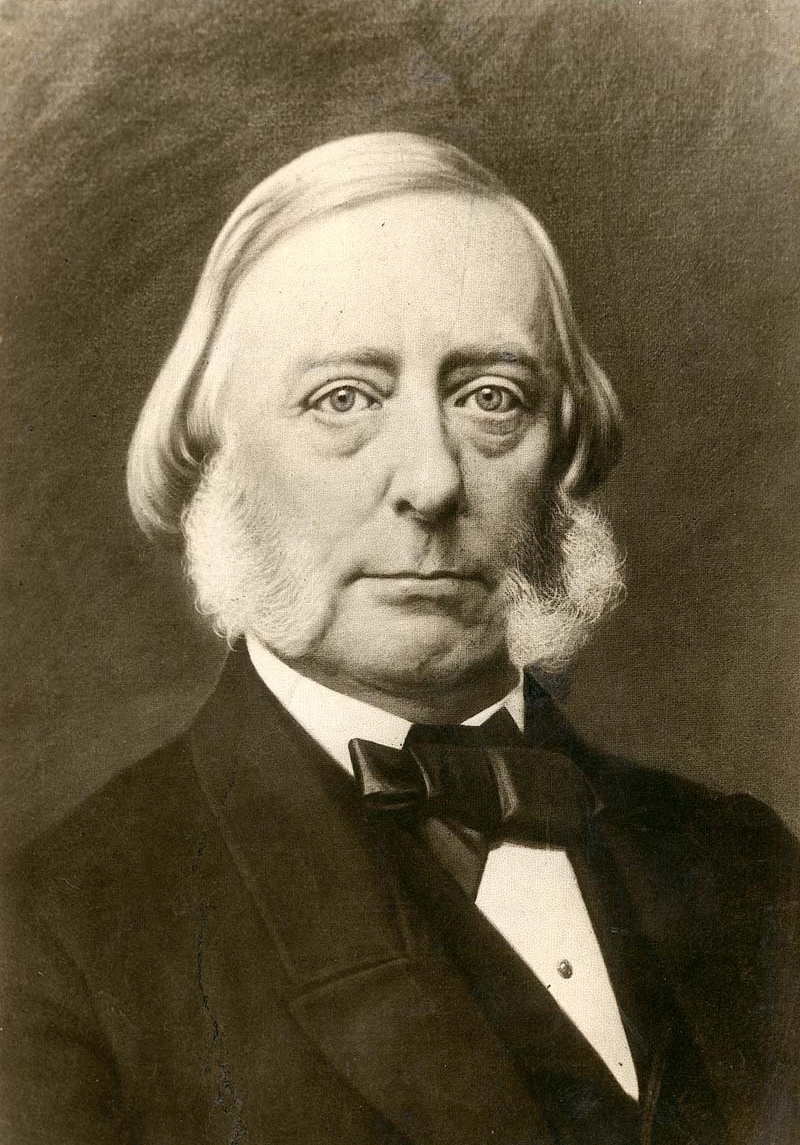
Il primo governatore del Kansas Andrew Horatio Reeder, che invalidò i risultati favorevoli agli schiavisti ma viziati dal broglio elettorale.

A causa dei forti dubbi di broglio elettorale, il primo governatore del territorio del Kansas Andrew Horatio Reeder invalidò i risultati in 11 distretti, indicendo una tornata elettorale speciale per eleggere i sostituti il 22 maggio. Degli 11 delegati così eletti 8 erano a favore dello Stato libero. Questo, se da un lato rafforzava la convinzione che le elezioni di marzo erano state viziate da pesanti irregolarità a favore degli schiavisti, dall'altro lasciava un'ampia maggioranza schiavista nel nuovo parlamento: 29 deputati contro 10. Per aiutare a contrastare la frode elettorale entro l'estate di quell'anno, circa 1 200 Yankee della Nuova Inghilterra erano emigrati nel Kansas.

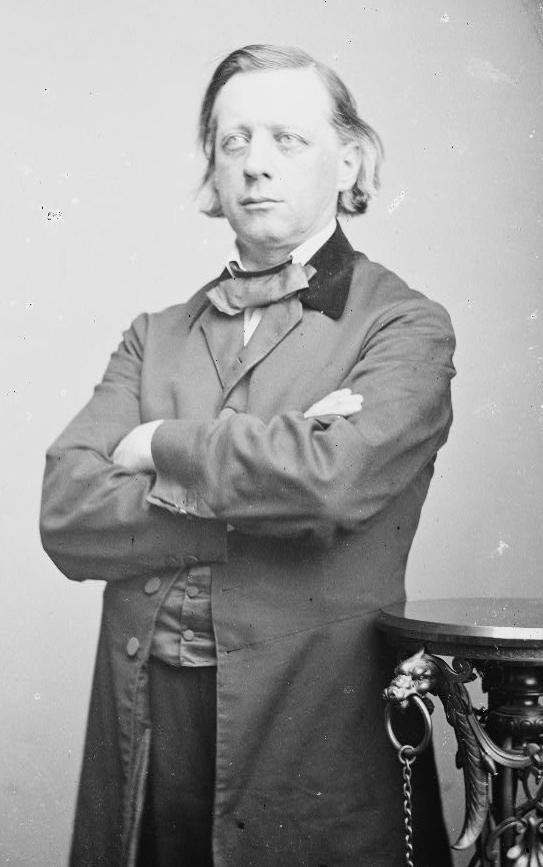
Il reverendo abolizionista Henry Ward Beecher, fratello di Harriet Beecher Stowe nonché "patrono" delle Bibbie di Beecher.

Contemporaneamente l'abolizionista della Chiesa congregazionalista Henry Ward Beecher, fratello dell'autrice de La capanna dello zio Tom, Harriet Beecher Stowe, che aveva contribuito molto ad accendere i sentimenti abolizionisti del Nord già nel corso della presidenza di Millard Fillmore, cominciò ad armare molti di loro con il fucile Sharps: diverranno noti nel loro complesso col nomignolo di Bibbie di Beecher, per la loro spedizione in casse di legno così etichettate.
In risposta alle dispute sui voti contestati e alla tensione crescente, il Congresso inviò una commissione speciale nel 1856. Questa giunse alla conclusione che, se le elezioni del 30 marzo dell'anno precedente fossero state limitate ai "veri coloni", queste avrebbero eletto un parlamento favorevole allo Stato libero; si affermò inoltre che il parlamento vigente era a tutti gli effetti "un organismo costituito illegalmente che non aveva il potere di approvare alcuna legge valida".
L'assemblea pro-schiavitù si riunì ugualmente il 2 luglio a Pawnee, città costruita appositamente per essere la nuova capitale (oggi ridotta a una città fantasma). Il suo primo provvedimento fu quello di annullare i risultati delle elezioni speciali di maggio, insediando al loro posto i delegati schiavisti eletti a marzo. Dopo solo una settimana il parlamento trasferì la capitale territoriale nella sede della missione metodista "Shawnee", posizionata proprio al confine con il Missouri, dove si riconvocò approvando disposizioni di legge a favore dello schiavismo.
In agosto i residenti abolizionisti si riunirono per rigettare il nuovo parlamento pro-schiavitù, per poi eleggere un proprio parlamento che rapidamente scrisse la prima Costituzione del Kansas, detta "Costituzione di Topeka".
Il governatore Reeder non era stato eletto, ma era stato nominato dal presidente degli Stati Uniti Franklin Pierce. Questi, favorevole alla fazione schiavista, lo rimosse il 16 agosto 1855, sostituendolo con Wilson Shannon, pro-schiavitù. Reeder se ne andò dal Kansas, prudentemente sotto travestimento. In un messaggio rivolto al Congresso il 24 gennaio 1856, Pierce dichiarò che il governo dello Stato libero di Topeka era insurrezionalista.

## Avvio delle violenze
Il 21 novembre 1855 si originò quella che fu definita la guerra Wakarusa, dopo che nella contea di Douglas, dove si riuniva anche il parlamento per lo Stato libero, un colono abolizionista, Charles Dow, venne ammazzato a fucilate da un sudista. Era il primo omicidio legato alla lotta tra schiavisti e anti-schiavisti. La risposta dello sceriffo locale Samuel J. Jones fu di arrestare un altro abolizionista anziché l'omicida, e questo provocò la reazione di altri abolizionisti che liberarono con la forza l'arrestato. Da lì seguirono scontri tra bande armate delle due fazioni. Il governatore Wilson Shannon mandò verso la contea di Douglas la milizia del Kansas, composta quasi esclusivamente da uomini del Missouri schiavista.

Come risposta, il parlamento abolizionista creò una propria milizia, guidata da Charles L. Robinson e James H. Lane. Le due milizie si fronteggiarono senza scontrarsi, finché Shannon negoziò un accordo con Robinson e Lane. Il 6 dicembre il politico dello Stato libero Thomas Barber fu preso anch'egli a colpi di fucile e ucciso. 

Ubicazione di Lawrence nella Contea di Douglas (a sinistra) e nel Kansas (a destra).

Il 21 maggio 1856 gli schiavisti del Missouri invasero Lawrence dando fuoco al "Free State Hotel", distruggendo due redazioni giornalistiche e infine saccheggiando negozi e abitazioni private. Il saccheggio di Lawrence vide anche l'irruzione nell'arsenale locale e l'utilizzo di cannoncini d'artiglieria.

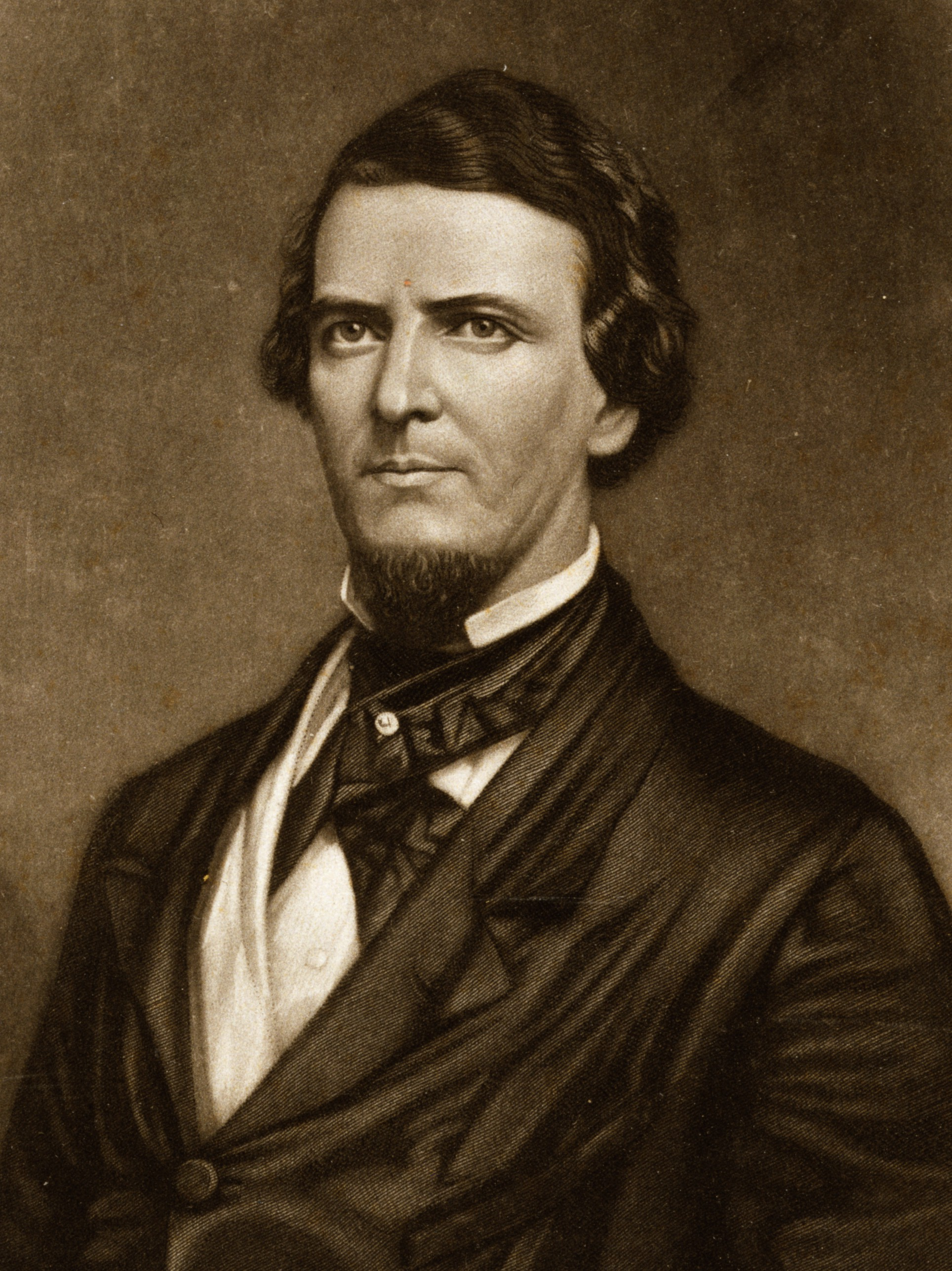
Il sudista Preston Smith Brooks autore della bastonatura di Charles Sumner, che attentò alla vita del senatore Charles Sumner.

Il giorno dopo il deputato democratico della Carolina del Sud, Preston Smith Brooks, assaltò il senatore repubblicano Charles Sumner, del Massachusetts, all'interno dell'aula del Senato; questi aveva preso la parola per denunciare la minaccia schiavista nel Kansas, insultando anche i suoi sostenitori. Si era già speso con grandissima energia alla distruzione di ciò che i Repubblicani chiamavano il "potere schiavista", cioè il tentativo dei sudisti proprietari di schiavi di controllare il governo federale e assicurare così la sopravvivenza e l'espansione della schiavitù. Il discorso pronunciato nell'occasione venne chiamato "il discorso del crimine contro il Kansas".
Sumner ridicolizzò l'onore dell'anziano senatore della Carolina del Sud Andrew Butler, ritraendo il suo programma politico schiavista verso il Kansas come uno stupro di una vergine e descrivendone il suo attaccamento ad esso in termini sessuali e disgustosi.

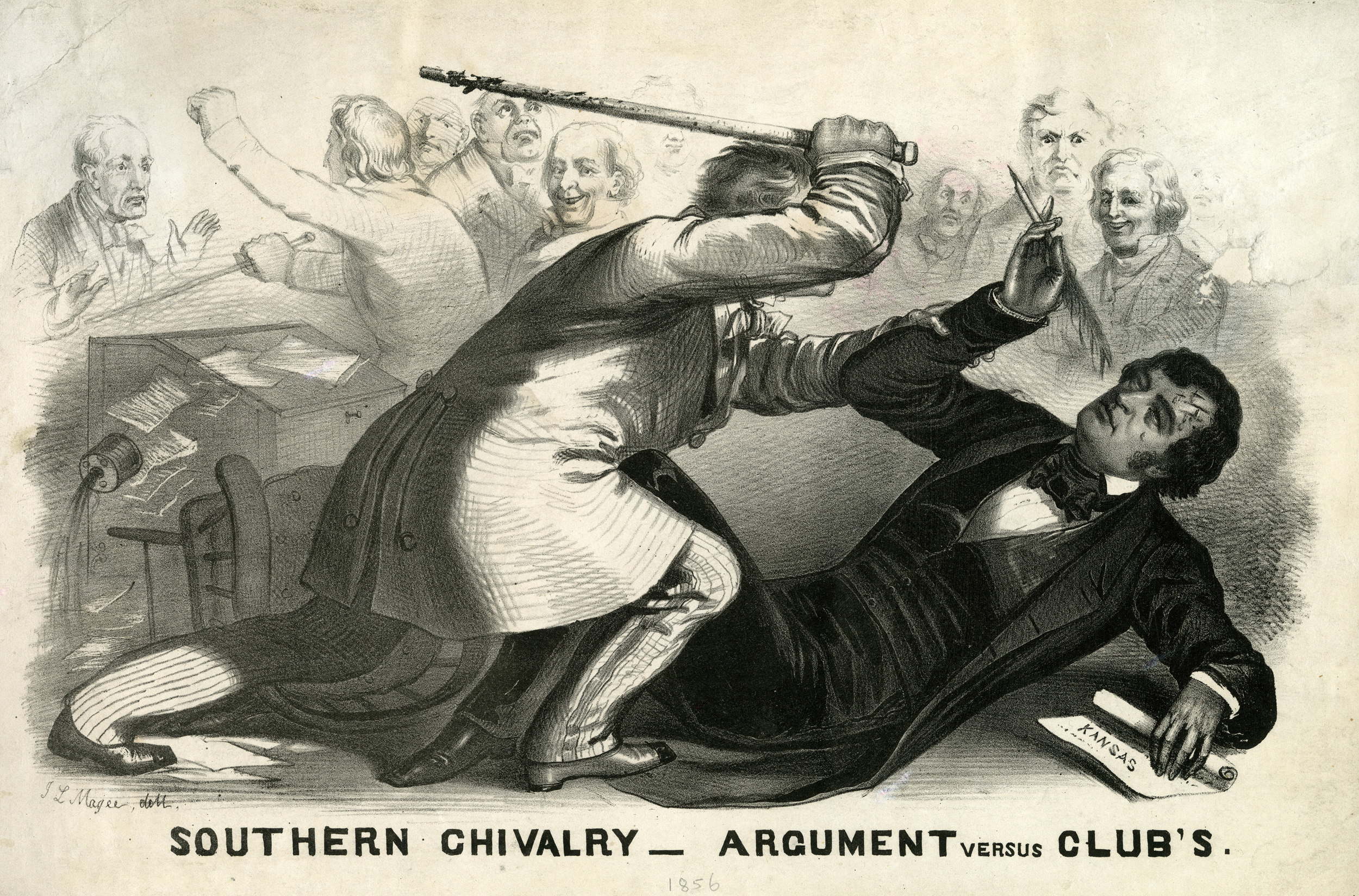
La bastonatura di Charles Sumner ad opera del fanatico sudista Preston Smith Brooks.

Il giorno seguente il cugino di Butler, Preston Brooks, assalì Sumner sul pianerottolo del Senato picchiandolo con un pesante bastone da passeggio, quasi uccidendolo.
La bastonatura di Charles Sumner suscitò grande emozione nell'intera nazione, portando la violenza fino all'interno del Congresso ed approfondendo ancor di più la spaccatura esistente tra il Nord e il Sud.

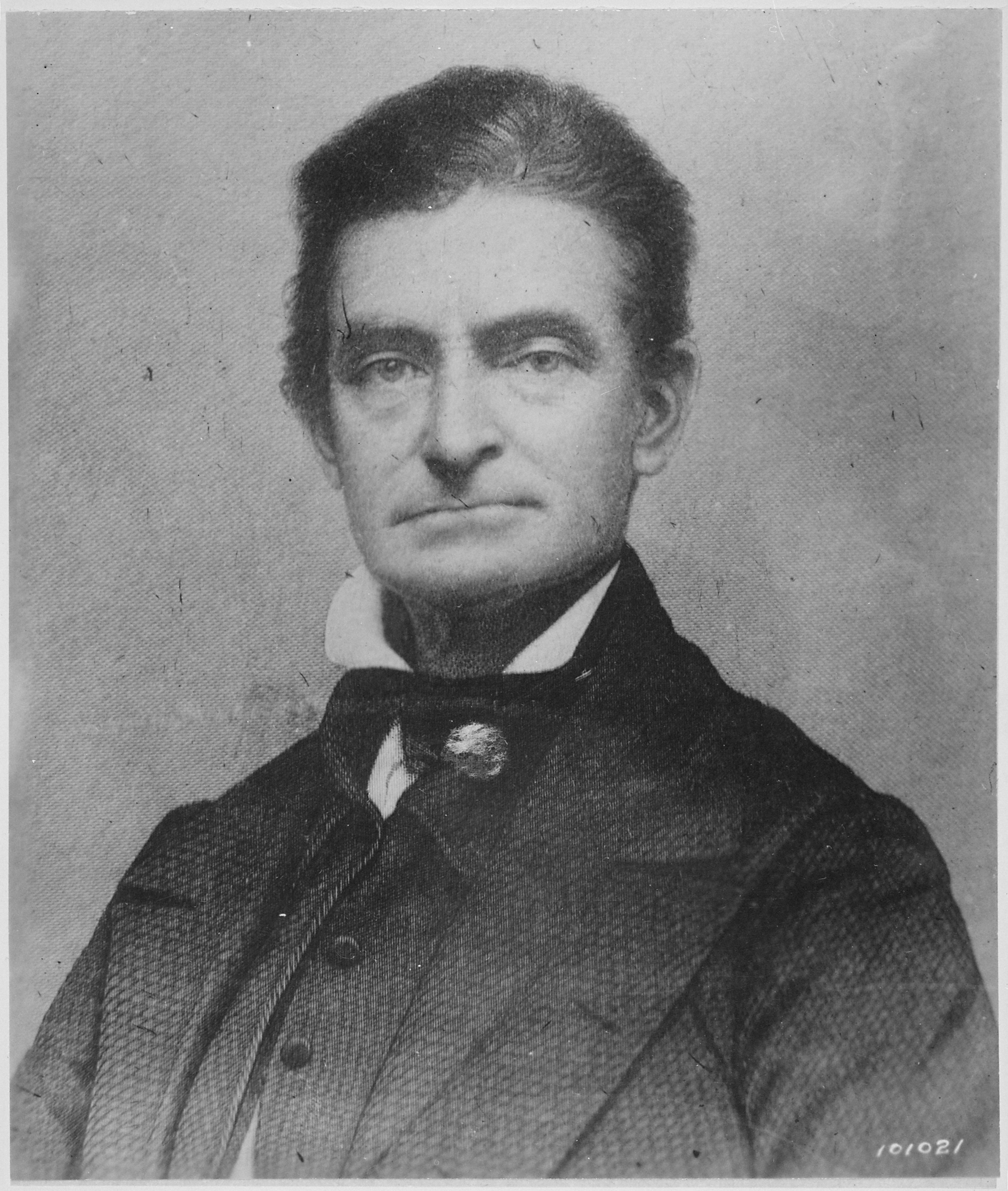
John Brown.

Nel Kansas, gli atti violenti aumentarono in proporzione, l'intero Stato era percorso da bande di facinorosi di entrambi gli schieramenti. John Brown guidò i suoi figli e altri seguaci a pianificare l'omicidio di quei coloni che parlavano apertamente in favore della schiavitù; in un insediamento filo-schiavista sul Pottawatomie Creek, la notte tra il 24 e il 25 maggio 1856, il gruppo riuscì a rapire cinque uomini dalle loro case e poi a fucilarli. Fu il massacro del Pottawatomie.
Dopo essere fuggiti, Brown e i suoi uomini cominciarono quindi a progettare lo svolgimento di un'insurrezione di schiavi su larga scala, la quale avrebbe dovuto partire da Harpers Ferry, per poi espandersi in tutta la Virginia con il sostegno finanziario degli abolizionisti di Boston.
Nel frattempo il governo territoriale filo-schiavista, appoggiato dalla presidenza di Franklin Pierce, era stato trasferito a Lecompton.
Il 4 luglio 1856, giorno dell'Indipendenza degli Stati Uniti, su indicazione del presidente Pierce arrivarono a Topeka circa 500 soldati dell'esercito federale, fatti insediare a Fort Leavenworth e a Fort Riley. Con i cannoni puntati verso la "Constitution Hall" e le lunghe micce accese il colonnello E.V. Sumner, cugino del parlamentare Charles picchiato al Senato, intimò l'immediato scioglimento del parlamento dello Stato Libero.

Localizzazione di Osawatomie nella Contea di Miami (a sinistra) e nel Kansas (a destra).

In agosto migliaia di filo-schiavisti si costituirono in apparati paramilitari di milizia attiva, cominciando a marciare in direzione del Kansas. In quello stesso mese Brown e molti dei suoi seguaci ingaggiarono violenti scontri a fuoco contro centinaia di miliziani sudisti a Osawatomie.

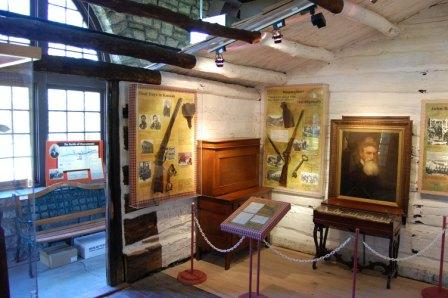
Il John Brown Museum ad Osawatomie.

La battaglia di Osawatomie fu l'inizio di ostilità che durarono per altri due mesi, fino a quando Brown lasciò il territorio e un nuovo governatore, John White Geary, entrò in carica e riuscì a stabilire un cessate il fuoco per entrambi i contendenti.

A ciò fece seguito una fragile tregua interrotta da intermittenti attacchi violenti per altri due anni. L'ultimo grande focolaio di conflitto aperto si verificò con il massacro di Marais des Cygnes, avvenuto nel 1858, in cui i "ruffiani di confine" assassinarono cinque esponenti dello Stato libero. Quando l'esplosione di violenza declinò, nel 1859, erano rimasti complessivamente sul terreno circa 56 morti ammazzati ufficiali.

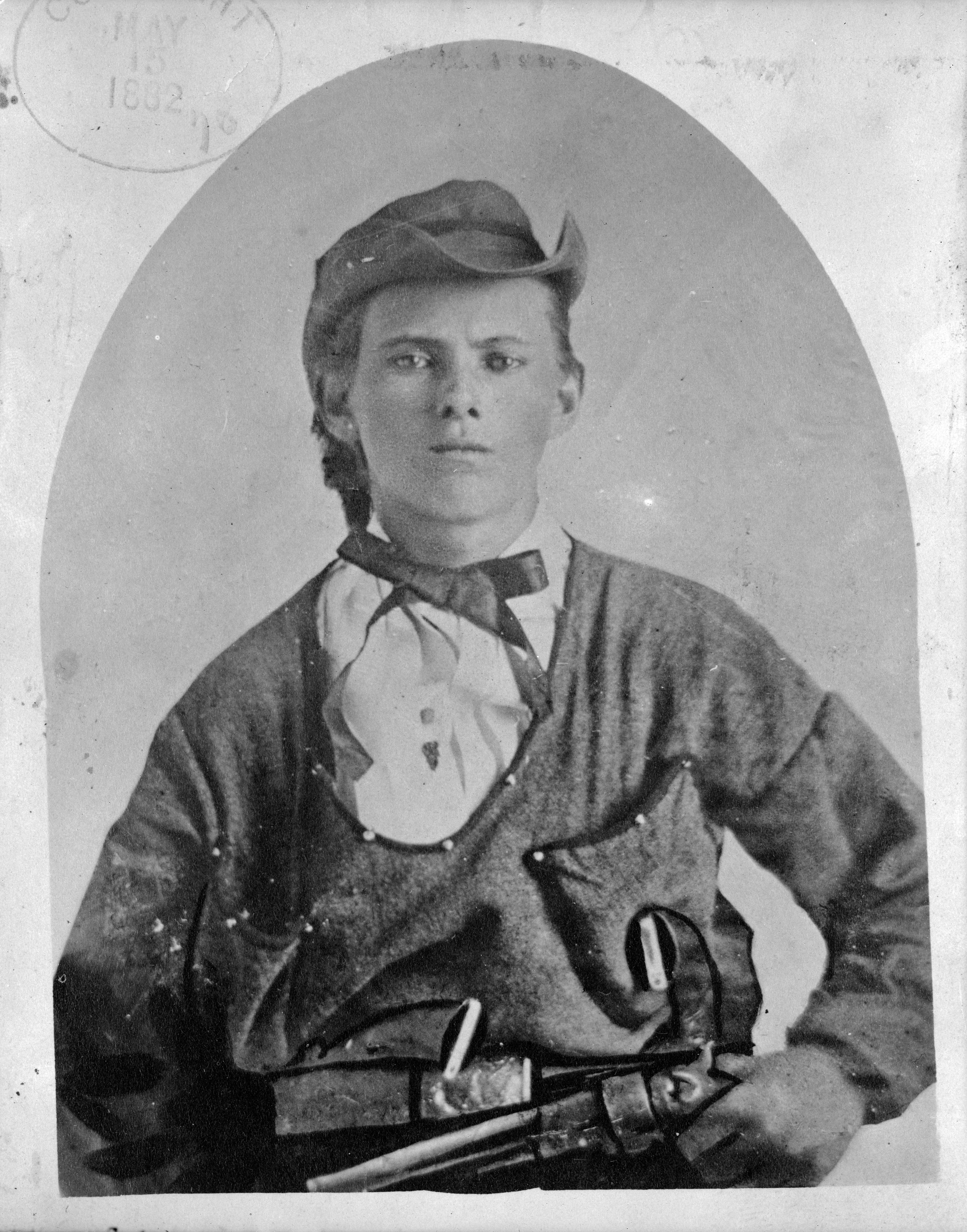
Jesse James sedicenne affiliato alla guerriglia e al banditismo sudista dei bushwhackers guidati dal criminale William T. Anderson.

Dopo lo scoppio della guerra di secessione americana nel 1861, si verificarono ulteriori violenze ed episodi di guerriglia ad opera dei banditismo sudista dei bushwhackers in vari luoghi posti al confine col Missouri.

## Battaglia costituzionale
Gran parte della tensione a livello politico in quegli anni in Kansas era dovuta alla stesura della Costituzione del nuovo Stato. Ne furono redatte quattro versioni, da parte di organi diversi e contrapposti.
La prima a essere redatta fu la Costituzione di Topeka del 1855, scritta dai rappresentanti anti-schiavisti unitisi nel Free Soil Party. Essa costituì la base per il governo territoriale dello Stato libero, che si oppose al parlamento filo-sudista risultata illegittimo, anche se riconosciuto dal governo federale, eletto da non residenti provenienti dal Missouri. Il 30 giugno 1856, seguendo le dichiarazioni di Pierce riguardo all'illegittimità del parlamento di Topeka, il Congresso respinse la ratifica della Costituzione di Topeka.
Nel 1857 il parlamento riconosciuto dal governo federale emise la Costituzione di Lecompton, un testo apertamente pro-schiavitù. Essa venne appoggiata dalla presidenza di James Buchanan; ma il Congresso ordinò invece lo svolgimento di nuove elezioni a causa delle diffuse irregolarità venute alla luce: il 2 agosto 1858 gli elettori del Kansas rifiutarono il documento schiavista con 11 812 voti contro 1 926.
Mentre la Costituzione di Lecompton era corso di esame al Congresso, un terzo documento, la Costituzione di Leavenworth venne scritta e approvata dai delegati dello Stato libero; quest'ultima era più radicale rispetto alle altre proposte, in quanto avrebbe esteso il suffragio "ad ogni cittadino maschio" indipendentemente dalla razza di appartenenza. La partecipazione all'approvazione di questo testo, il 18 maggio 1858, fu nettamente inferiore alla volta precedente e registrò una certa opposizione anche da parte di alcuni settori anti-schiavisti del Partito Democratico. La proposta costituzionale fu inoltrata al Senato federale il 6 gennaio 1859, ove fu accolta tiepidamente per poi essere lasciata decadere in fase di commissione.
Alla fine la Costituzione Wyandotte, redatta nel 1859, rappresentò un'altra visione del futuro Kansas come Stato libero; fu approvata tramite referendum con 10 421 voti favorevoli a fronte di 5 530 contrari il 4 ottobre. Con il Senato federale ancora sotto il pieno controllo dei Sudisti, l'approvazione fu impossibile fino a quando gli Stati sudisti dichiararono la secessione e i senatori sudisti lasciarono il Senato nel gennaio 1861. La Costituzione del Kansas fu approvata il giorno stesso.

## Area di patrimonio nazionale
Nel 2006 la legislazione federale ha definito una nuova "Freedom's Frontier National Heritage Area" (FFNHA) ed è stata approvata dal Congresso. Compito principale della nuova area è quello d'interpretare le vicende del Bleeding Kansas, che sono anche chiamate "storie della guerra di confine tra il Missouri e il Kansas".
Uno dei temi è la "dura lotta intrapresa per la libertà". FFNHA comprende 41 contee, 29 delle quali si trovano nel Kansas Orientale e altre 12 nel Missouri Occidentale.

## Nella cultura di massa
La questione del Bleeding Kansas viene trattata nelle seguenti opere:
- Wildwood Boys (William Morrow, New York, 2000), un romanzo biografico sulla figura di William T. Anderson di James Carlos Blake.
- L'episodio dell'8 novembre 2014 di Hell on Wheels (vedi a questo proposito gli Episodi di Hell on Wheels (quarta stagione)), intitolato Sangue Kansas, rappresenta una famiglia di bianchi americani che viene uccisa avendo la colpa di possedere degli schiavi; questi vengono successivamente liberati in nome della religione[22].
- Bleeding Kansas (2008) - un romanzo di Sara Paretsky che descrive i conflitti sociali e politici esistenti nell'attuale Kansas, con molti riferimenti agli eventi del XIX secolo;
- The Good Lord Bird (2013), romanzo di James McBride, da cui è stata poi tratta la miniserie televisiva The Good Lord Bird - La storia di John Brown del 2020;
- KCPT Kansas City Public Television e Wide Awake Films (2007);
- Bad Blood, the Border War that Triggered the Civil War, su kcpt.org. URL consultato il 24 aprile 2018 (archiviato dall'url originale il 26 maggio 2009)., un documentario in DVD (ISBN 0-9777261-4-2 L'assalto al Kansas Pacific
- L'assalto al Kansas Pacific, film western del 1953 diretto da Ray Nazarro, che descrive i sabotaggi alla ferrovia Kansas Pacific Railway da parte dei simpatizzanti sudisti;
- Il texano dagli occhi di ghiaccio, un film western del 1976 diretto e interpretato da Clint Eastwood e ambientato durante e dopo la guerra civile, racconta anche della violenza scatenatasi all'indomani del Bleeding Kansas;
- When Kings Reigned, un docu-drama del 2017 diretto da Ian Ballinger e Alison Dover, ambientato durante e dopo l'era del 'Bleeding Kansas, narra l'esistenza dei pescatori che vivevano lungo il fiume Kansas e la persecuzione che hanno dovuto affrontare da parte dei governi locali.
- Bleeding Kansas (2019), un Gioco da Tavolo di John Poniske edito dalla Decision Games, un gioco a due giocatori, guidato da carte, che simula i fatti avvenuti in cui un giocatore rappresenta le forze a favore della schiavitù, l’altro rappresenta le forze abolizioniste.